# Chris Butler (Regisseur)
Chris Butler (* 1974 in Liverpool) ist ein britischer Filmregisseur, Animator und Drehbuchautor, der 2013 für einen Oscar nominiert wurde.

## Leben und Karriere
Im Jahr 2000 arbeitete Butler das erste Mal für einen Film. Dabei wurde er als Charakter-Designer für den Film Tiggers großes Abenteuer engagiert. Im Jahr 2005 war er für das Storyboard zu Tarzan 2 und Corpse Bride – Hochzeit mit einer Leiche mitverantwortlich. Für den Oscar nominierten Film Coraline arbeitete Butler als Storyboard Supervisor.
2012 erschien der animierte Spielfilm ParaNorman, wobei er sein Regie- und Drehbuchdebüt gab. Butler erhielt für diesen Animationsfilm gemeinsam mit Sam Fell eine Nominierung bei der 85. Oscarverleihung in der Kategorie Bester animierter Spielfilm. Bei den BAFTA-Awards wurde der Film in der gleichen Kategorie nominiert. 
2019 wurde mit Mister Link – Ein fellig verrücktes Abenteuer der zweite von ihm inszenierte Animationsfilm veröffentlicht. Zuvor war Butler an den Drehbuch für Kubo – Der tapfere Samurai beteiligt (2016).